# 美獅美高梅
美獅美高梅（英語：MGM Cotai），位於澳門路氹城，毗鄰金沙城中心及澳門東亞運動會體育館，總樓面面積約400萬平方呎，建築預算約34億美元，其中非博彩元素將佔項目總面積逾85%，包括餐飲、零售及娛樂配套，美獅美高梅設計猶如路氹城的「珠寶盒」，設有約1,400間客房及套房、约3,000平方米的會議空間、水療設施、零售商店、餐飲配套等。美獅美高梅擁有亞洲首個動感大劇院及視博廣場，酒店由著名的Kohn Pedersen Fox及王董國際有限公司設計，並由中國建築國際集團負責施工。它於2018年2月13日晚上7時半開幕。項目由美高梅金殿超濠股份有限公司帶頭發展。

## 歷史

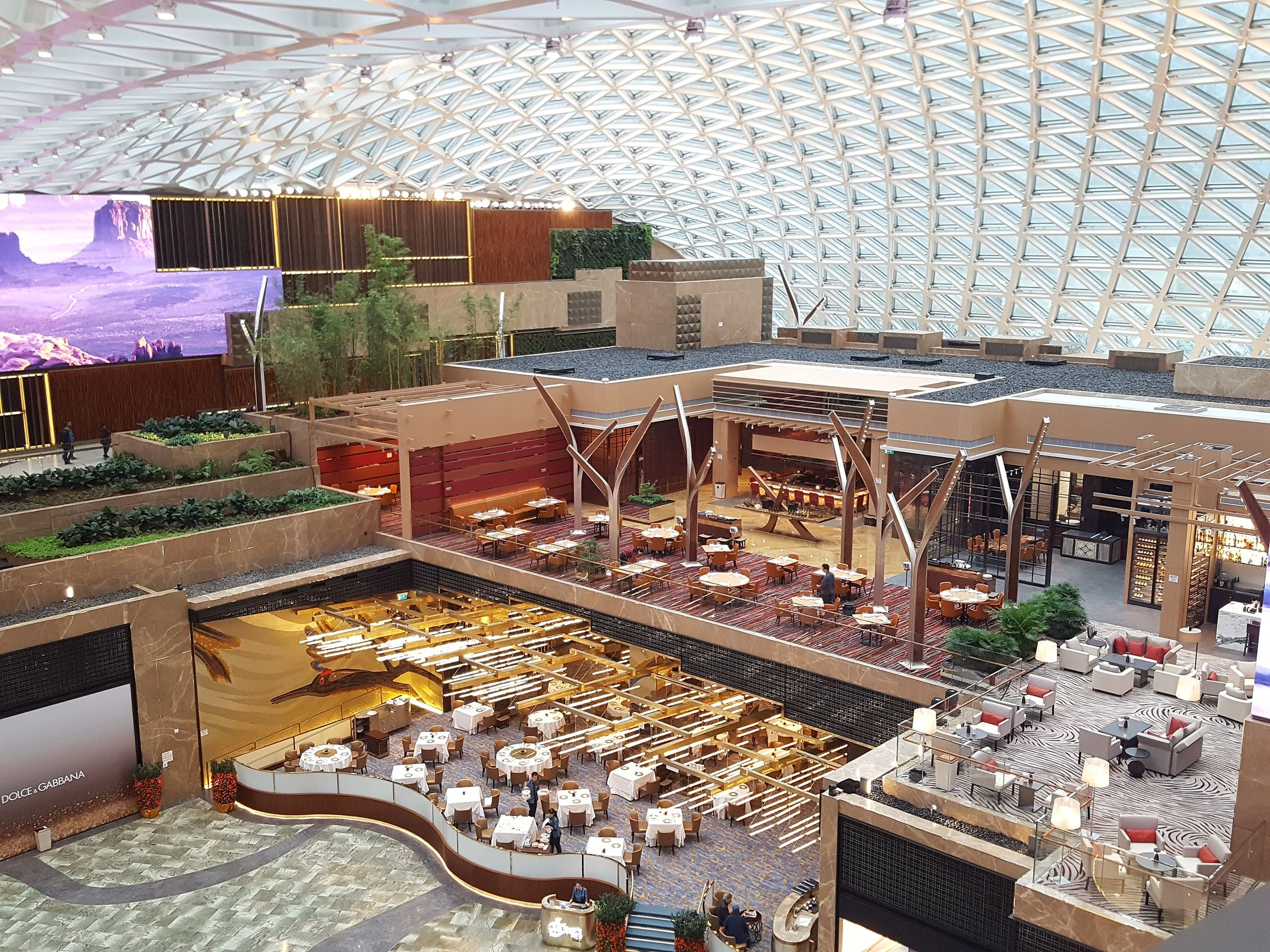
視博廣場

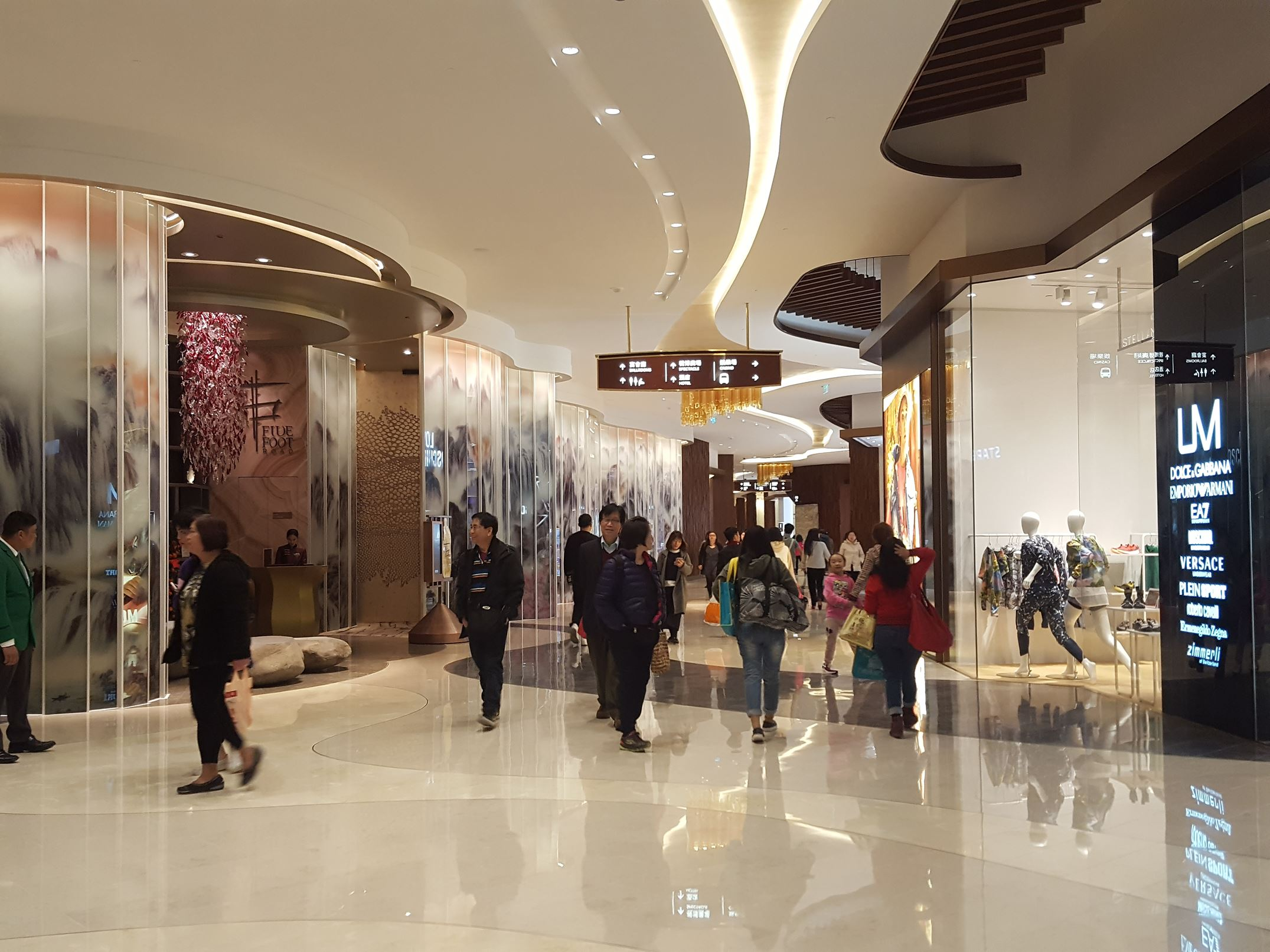
購物大道

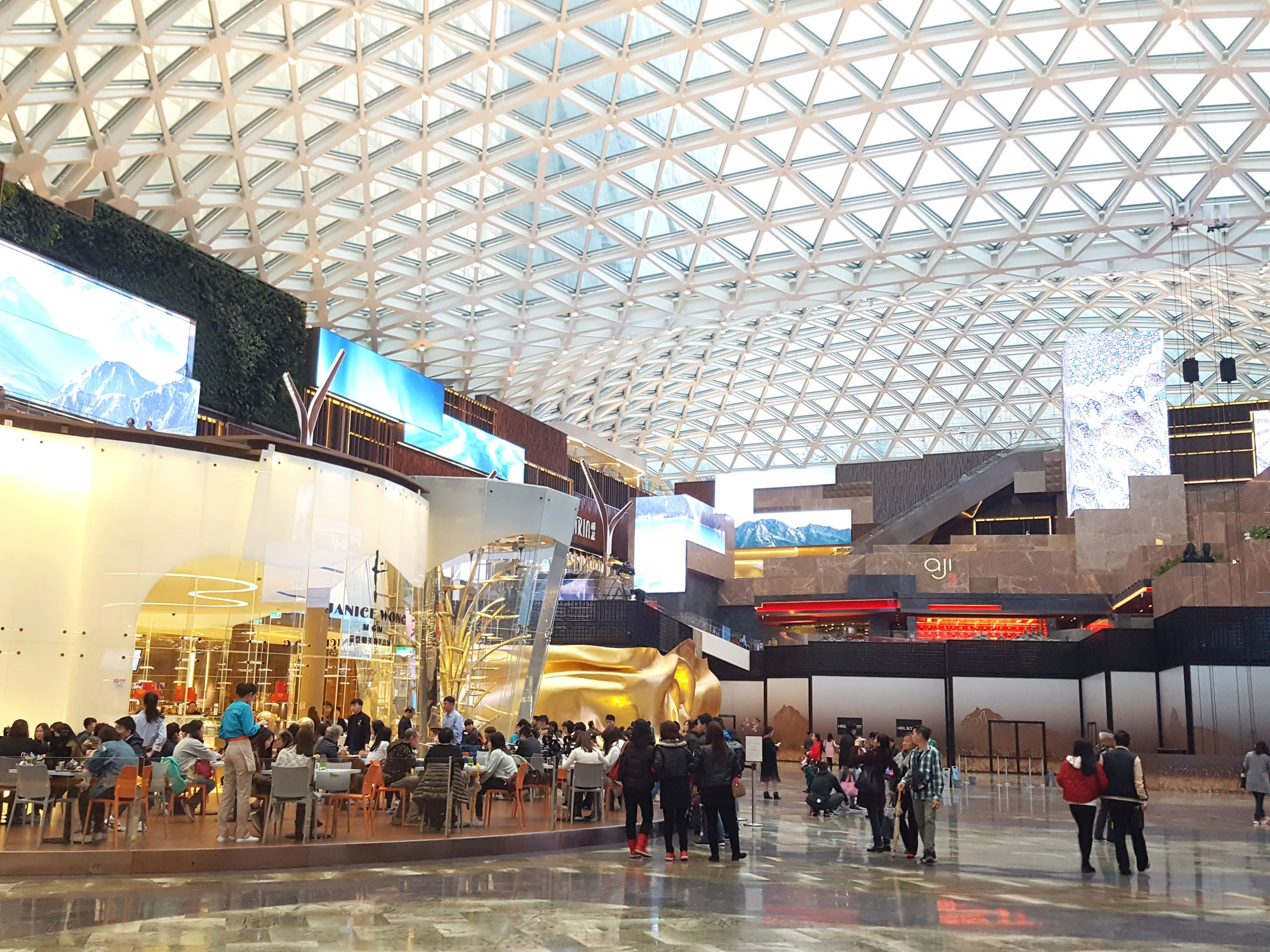
門口大堂

美高梅早於2007年向澳門政府入紙申請要求在路氹發展，至2012年10月18日，政府以租賃形式批出一幅鄰近澳門東亞運動會體育館大馬路的土地，佔地逾7萬平方米。該地的租賃期為25年，集團需向政府繳交逾12.9億元澳門幣的合同溢價金，當中4.5億元的首期於17日繳付，餘額將分8期償還。另外，在項目興建期間，集團每年亦需繳交約216萬元的租金；而在項目落成後，每年租金將增加至逾545萬元，並且每5年調整一次。
2017年3月7日，美高梅金殿超濠宣佈路氹城項目中文正式名稱為“美獅美高梅”。

## 死伤

### 建筑工人殉职
2015年3月6日早上10時許，一名姓54歲內地男工人在地盤16樓進行模板工作，期間，有天秤用吊鏈吊運一台水泥泵，疑其中一條吊鏈突然斷開，水泥泵傾側下墜，當場擊中趙，他頭部重傷，小腿亦骨折，被送往醫院搶救，延至中午不治。勞工事務局對事件表示哀痛及關注，事後派員到場了解，對死者家屬致以深切的慰問，並協助家屬跟進工傷意外賠償事宜。

### 裸女双尸劫杀
2022年5月7日，司警接獲消防局通知，在該酒店房間內發現兩具女性屍體。經調查，發現兩具全身赤裸的女性屍體仰臥在房間窗邊地上，頸項各有勒痕，死因有可疑。2022年5月7日凌晨約1時，司警接獲舉報，指兩名全身赤裸女子倒斃在酒店9樓房間內，她們的頸部有勒痕，認為死因有可疑。初步懷疑兩人被人以浴袍腰帶勒死。現場亦無法找到兩名死者的財物及身分證明文件。湖南公安发公告悬赏正在该省的疑凶赵某某(可能是个叫叫赵玉龙的东北人)。死者干的分别是卖淫和兌换。2022年5月17日，湖南省公安廳刑偵總隊通報，涉及該命案的疑犯趙某潛逃至湖南省懷化市深山中最後被落網。

## 事件

### COVID-19疫情
2022年10月30日，澳門新型冠狀病毒感染應變協調中心公佈，一名43歲女性澳門居民10月25日曾與珠海一例個案有共同軌跡，澳門衛生局隨即安排採樣和醫學觀察，10月30日凌晨經核酸採樣結果為陽性。患者於該渡假村內的娛樂場任職莊荷，分別於10月26日早上7時至下午3時、10月27日早上7時至下午3時、 10月28日早上7時至11時上班。該酒店社交網站發文，為配合特區政府的防疫工作，取消當天舉行的啤酒節活動，同時整幢建築所有出入口被政府跨部門圍封。
2022年10月30日下午，新型冠狀病毒感染應變協調中心對其工作地點採取以下措施，包括娛樂場、酒店餐廳及附設於酒店內的商店暫停營業；暫停酒店内所有聚集活動；暫停接收新入住客人；娛樂場、酒店工作人員及酒店住客即時（10月30日至11月1日）就地隔離。此外，在10月27日至29日期間在娛樂場逗留超過半小時的人士，澳門健康碼將轉為黃碼，每日均須進行1次快速抗原檢測並透過澳門健康碼申報檢測結果，檢測結果為陰性方可到核檢站進行核酸檢測。核酸檢測於第1、2、3、5、7天進行；第7天核酸檢測結果陰性後，第8天健康碼轉為綠碼。

## 酒店
設兩座樓高30層至36層的五星級酒店大樓，提供1390間客房。設施包括容納2000人的動感劇院，亞洲首個動感劇場，全球其中一個最複雜劇院 ，最多可容納2,000名觀眾 ，十種不同的座位配置 ，全球最大的永久室內LED顯示屏 、LED屏幕構成的視博廣場和2870平方米會議場地等。
酒店北翼入口設高11米、重38噸，由約3.2萬張24K金箔鋪砌而成的美高梅獅子雕塑。
酒店已預留空間加建一座酒店大樓。
「美獅美高梅藝術收藏」 ，28張來自18和19世紀的中國清朝御製地毯。

## 餐飲
- 「淳」以粵菜為基礎的高級中餐廳, 由行政副總廚譚炎燦主理
- 「蜀道」以川菜為基礎的味覺餐廳, 由行政副總廚楊登全主理並摘下米芝蓮一星
- 「好鍋」以海鮮火鍋及全國特色菜式為基礎的綜合中餐廳
- 「面對麵」以麵食和餃子為主的麵食餐廳
- 「雅吉AJI」由秘魯星級主廚津村光晴(MITSUHARU TSUMURA)主理的日本與秘魯文化混合的新派日本料理 (已結束合約), 現由主廚潘思薈以亞洲風味融合法式精緻的料理並摘下米芝蓮一星
- 「濤岸COAST」由美國米芝蓮二星級主廚GRAHAM ELLIOT主理的美國西岸及加州風味的特色西餐廳 (已結束合約)
- 「盛焰GRILL58」由阿根廷米芝蓮二星級主廚MAURO COLAGRECO主理的南美及法式特色高級扒房 (已結束合約), 現由主廚TIAGO REIS主理
- 「視博茶點」
- 「百話廊」酒廊

## 已停業餐廳
- 「JANICE WONG MGM」由"亞洲甜品皇后"JANICE WONG主理的甜品廊

## 電梯配置
美獅美高梅升降機一律採用奧的斯升降機

## 交通配套

### 自設交通
美獅美高梅設有來往酒店與口岸的接駁專巴服務。接駁專巴服務設有以下路線：
- 美獅美高梅↔ 關閘
- 美獅美高梅↔ 橫琴口岸
- 美獅美高梅↔ 澳門國際機場 ↔ 氹仔客運碼頭
- 美獅美高梅↔ 港珠澳大橋澳門邊檢大樓
- 美獅美高梅↔ 澳門旅遊塔 ↔ 澳門美高梅

### 公共交通

#### 巴士
T387 東亞運／保齡球中心（Jogos da Ásia Oriental／Centro de Bowling）
路線：50
T388 東亞運／巴黎人花園（Jogos da Ásia Oriental／Le Jardin）
路線：50
T399 路氹東／永利皇宮（Cotai Leste／Wynn Palace）
路線：50、N5
T400 路氹東／新濠天地（Cotai Leste／C.O.D）
路線：50、701X、N5
T415 永進馬路／美獅美高梅（Av. do Progresso／MGM Cotai）
路線：25B、701X

#### 輕軌
█  氹仔線東亞運站及路氹東站

## 鄰近建築／景點
| 景點 - 路環小型賽車場 - 澳門賽馬會 - 澳門國際遊艇俱樂部 旅館或商業項目 - 皇庭海景酒店 - 澳門葡京人 | 建設 - 路氹國際體育綜合體 - 澳門東亞運動會體育館 （澳門蛋） - 保齡球中心 - 網球學校 - 國際射擊中心 - 澳門戶外表演區 - 澳門科技大學 - 科大醫院 - 蓮花大橋 - 東方高爾夫球會 - 離島醫院綜合體北京協和醫院澳門醫學中心 - 駕駛學習暨考試中心 - 澳門鏡湖護理學院 | 「路氹金光大道™」商標項目 - 澳門威尼斯人度假村酒店 - 金光綜藝館 - 澳門百利宮 - 四季酒店 - 百利沙娛樂場 - 四季·名店 - 澳門倫敦人 - 康萊德酒店 - 倫敦人酒店 - 倫敦人名匯 - 瑞吉酒店 - 澳門巴黎人 - 巴黎人酒店 | 路氹城其他大型項目 - 新濠天地 - 頤居 - 迎尚酒店 - 君悅酒店 - 摩珀斯酒店 - 新濠大道 - 澳門銀河 - 澳門銀河酒店 - 澳門大倉酒店 - 澳門悅榕庄酒店 - 澳門JW萬豪酒店 - 澳門麗思卡爾頓酒店 - 澳門百老匯 - 萊佛士酒店 - 安達仕酒店 - 澳門嘉佩樂酒店 - 新濠影滙 - 新濠影滙酒店 - 澳門W酒店 - 永利皇宫 - 永利皇宮酒店 - 美獅美高梅 - 上葡京 |